# Qostanay
Qostanay (Kazachs: Қостанай, Qostanay; Russisch Костанай, Kostanaj, tot 1997 Кустанай, Koestanaj) is een - met district gelijkgestelde - stad in Kazachstan en de hoofdplaats van de gelijknamige oblast.
Het aantal inwoners bedraagt 243.000 (1 januari 2019); de bevolking bestaat voor 43% uit Russen, voor 39% uit Kazachen en voor 7% uit Oekraïners. 

## Geschiedenis
Qostanay werd in 1879 gesticht door de gouverneur-generaal van Orenburg, en werd Nikolajevsk genoemd ter ere van tsaar Nicolaas II van Rusland. Eerst vestigden zich vooral Russische boeren waarmee de ontsluiting van de omgeving begon. In 1888 had de plaats meer dan 3000 inwoners, er werden een fabriek en een brouwerij gebouwd, die nog steeds operationeel zijn. In 1893 kreeg Qostanay de status van stad. In 1918 werd de stad ingenomen door het Rode Leger en Kostanaj genoemd. De Oblast Kostanaj werd gevormd in 1936 met de stad als administratief centrum. In de jaren 1950 kwam de groei van de stad verder op gang door de ontwikkeling van nieuwe gebieden voor de verbouw van granen in de omgeving.

## Geografie
De stad ligt in het steppegebied in het noorden van het Turgay plateau, onderdeel van de West-Siberische vlakte. De Kazachse hoofdstad Nur-Sultan ligt 570 km naar het zuidoosten. De dichtstbijzijnde stad met meer dan een miljoen inwoners is Tsjeljabinsk in Rusland, 260 km naar het noordwesten.
Langs de zuidoostkant van de stad stroomt de rivier Tobol, de groene riviervlakte vormt een 1 tot 2 km brede afscheiding met de voorsteden Zaretsjnij en Satobolsk.

### Klimaat
Qostanay en omgeving hebben een continentaal klimaat, code Dfb volgens de klimaatclassificatie van Köppen. De zomers zijn warm en vrij droog, de winters koud met vaak strenge vorst. De gemiddelde maximumtemperatuur overdag bedraagt in januari -10°C en in juli 27,2°C. Het gemiddelde minimum in januari is -18,7°C. Door de heldere droge lucht zijn de zomernachten niet heel warm, rond 15°C. De jaarlijkse neerslag bedraagt normaal rond 340 mm; de droogste maanden zijn februari en maart met elk 15 mm, het natst is juli met 54 mm. Het groeiseizoen duurt ongeveer 6 maanden. De zon schijnt ruim 2400 uur per jaar.

## Cultuur

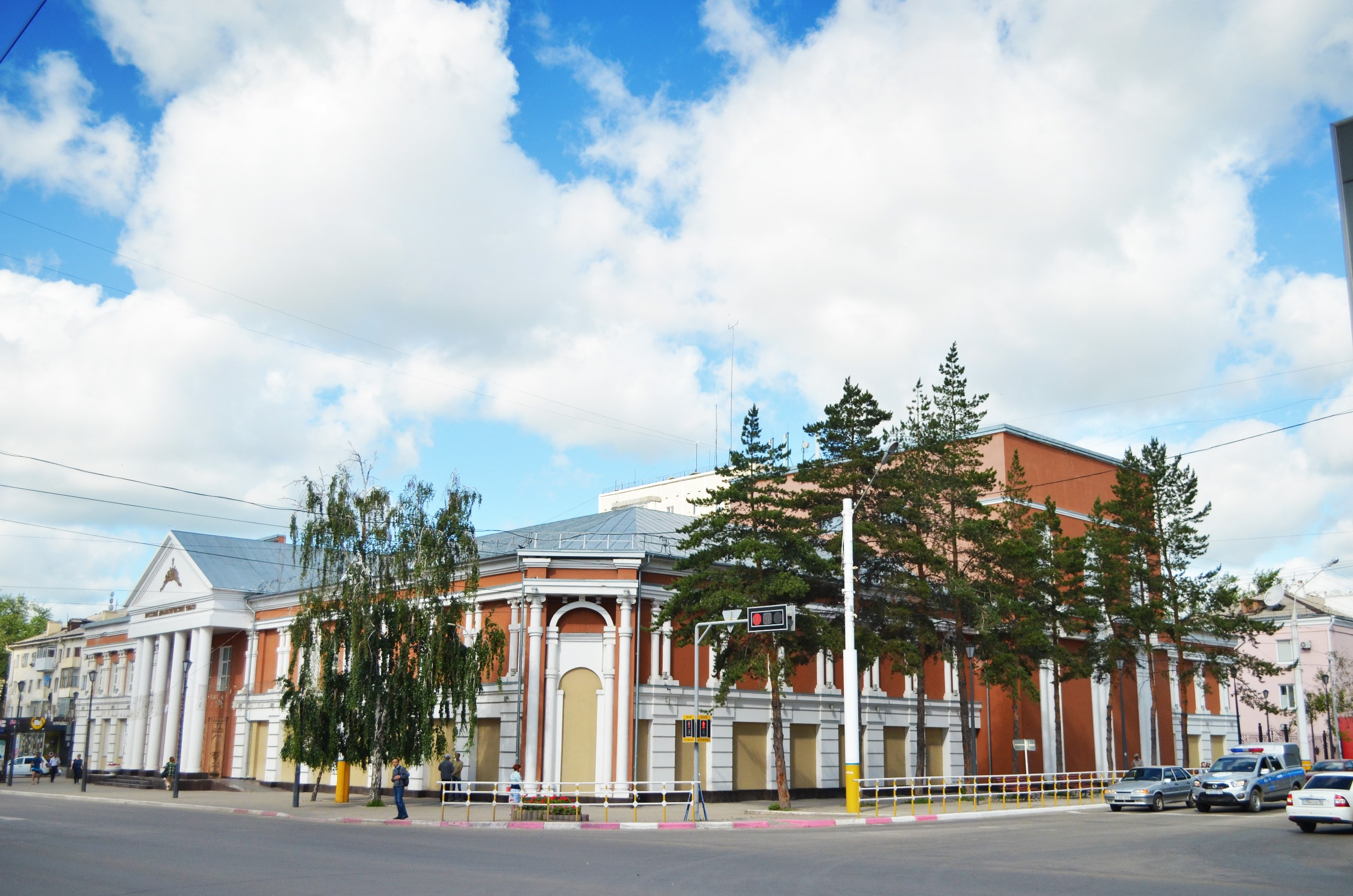
Russisch theater

Qostanay beschikt over een rijk cultureel erfgoed. Er is een soennitische moskee, een Staatsuniversiteit, het regionaal museum van Altynsarin, het Kazachs theater, het Ybyrai Altynsarin-monument, het Achmet Baitursynov-monument, het Alexander Poesjkin-monument, een monument voor slachtoffers van de Tweede Wereldoorlog, en de executieplaats waar officieren uit het leger van Aleksandr Koltsjak werden geëxecuteerd door het Rode Leger.

## Transport
Qostanay is over de weg verbonden met de Russische steden Tsjeljabinsk, Magnitogorsk, Troitsk, Jekaterinburg, Koergan en Tjoemen. Ook is er verbinding met  Nur-Sultan en Almaty in Kazachstan. De stad is aangesloten op het spoorwegnet, brandstof wordt via het spoor aangevoerd uit Rusland en van Kazachse raffinaderijen.
Het vliegveld van Qostanay geeft verbinding met steden in Kazachstan en andere voormalige Sovjetstaten,

## Geboren
- Aleksej Zjigin (1986), schaatser
- Alexander Klenko (1994), schaatser
- Denis Nikisja (1995), shorttracker